# St-Paul (Lyon)

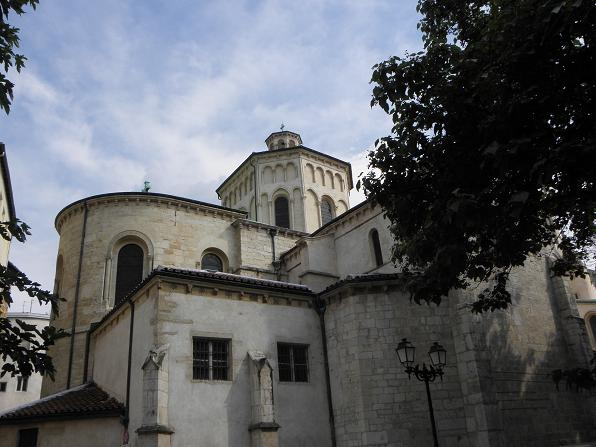
St-Paul (Lyon)

Die Kirche St-Paul ist eine römisch-katholische Kirche im 5. Arrondissement von Lyon. Sie wurde im Jahr 1996 als Monument historique klassifiziert.

## Lage
Die Kirche befindet sich nördlich der Kathedrale St-Jean am Westufer der Saône unweit der Brücke Pont la Feuillée. Als Teil der Altstadt gehört sie seit 1998 zum UNESCO-Welterbe. Sie ist zu Ehren des heiligen Paulus von Tarsus geweiht.

## Geschichte

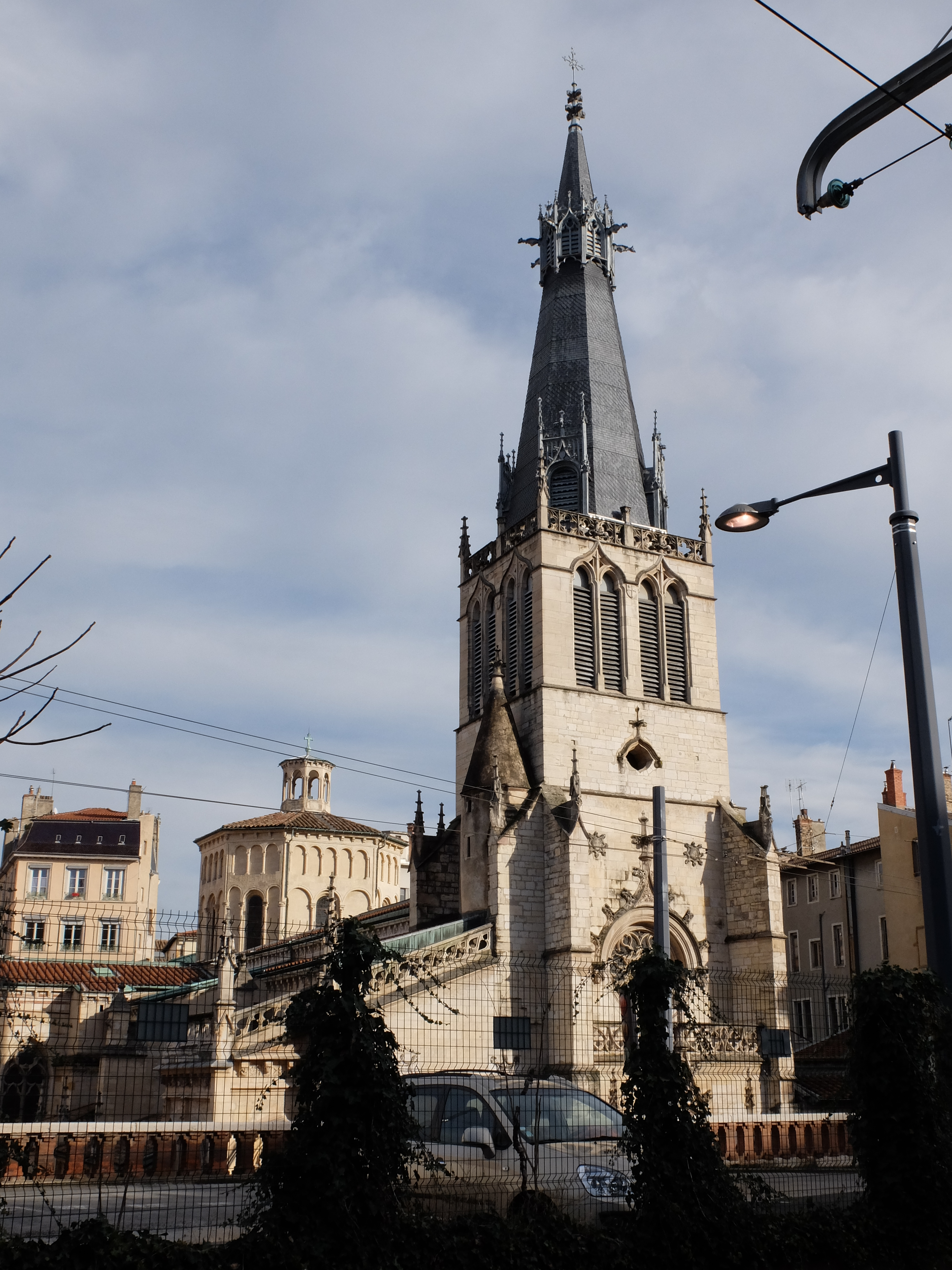
St-Paul (Lyon)

Die Paulskirche von Lyon, eine ehemalige Stiftskirche, geht bis in die karolingische Zeit zurück und enthält viele romanische und gotische Elemente. Wesentliche Teile der heutigen Kirche wurden im 19. und 20. Jahrhundert geschaffen. Der romanische Bau (dreischiffig, mit 32 Meter breitem Querhaus und 16 gotischen Kapellen), außen wie innen reich an künstlerischen Elementen, wirkt heute heterogen und unübersichtlich. Bemerkenswert ist die oktogonale Kuppel des 12. Jahrhunderts mit einer darauf postierten ebenfalls achteckigen Laterne, die 1835 erneuert wurde. Der Glockenturm enthält das 1877 erstellte neugotische Eingangsportal.

## Ausstattung

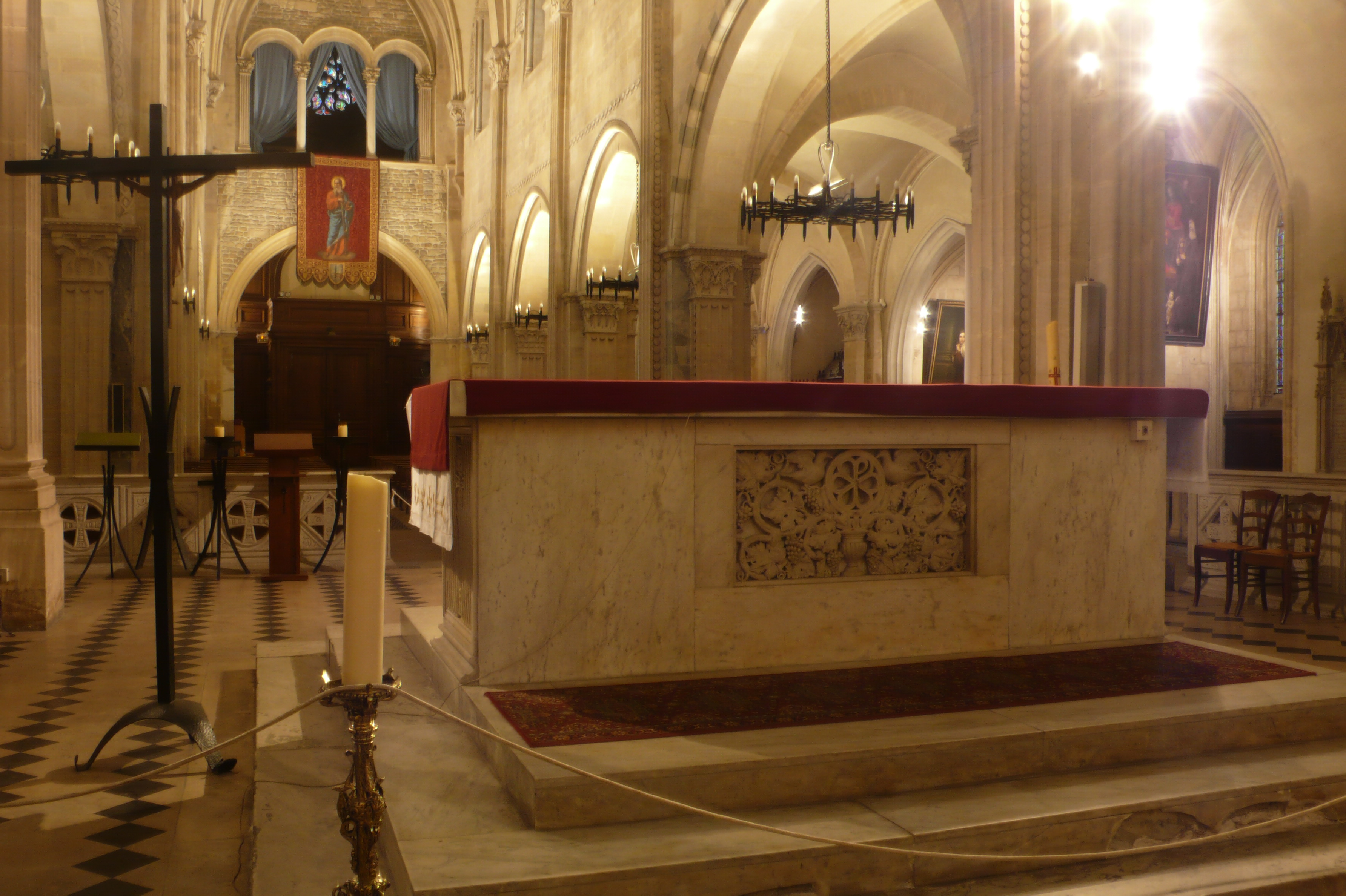
St-Paul (Lyon)

Die Kirche besitzt Gemälde von Thomas Blanchet (1614–1689) und Claude Lebault (1665–1726). Paul Borel (1828–1913) hat von 1894 bis 1906 den Chor mit einem Fresko über das Leben des Apostels Paulus (Bekehrung, Mission und Martyrium) ausgemalt. Kirchenfenster stammen von Lucien Bégule (1848–1935), Georges Décôte (1870–1951), Théo Hanssen (1885–1957) und Max Ingrand.